# 元町公園 (文京区)
元町公園（もとまちこうえん）は、東京都文京区本郷（旧本郷区元町）にある文京区立の公園である。震災復興公園の遺構として貴重な存在と考えられ、保全措置が行われている。

## 概要
外濠（神田川）に面した南向きの傾斜地に造られている。関東大震災からの復興に当たり、小学校に隣接して計画された震災復興公園である。
モダンなデザインの擁壁や壁泉、カスケード（水階段）、太い円柱が印象的なパーゴラ（つる棚）、左右対称の2連式滑り台などに、昭和初期の優れたデザインが見られる。

## 歴史
復興事業の一環で、1930年（昭和5年）1月に開園した。
第二次世界大戦中の金属供出により、鳥小屋、門扉などが失われ、鉄製の外柵はコンクリートに変更された。1982年（昭和57年）、原型に復元すべく改修が行われ、建設当時の図面を参考に、外柵のデザインも復原された。造園家伊藤邦衛が改修を担当した。
震災復興公園の当初の姿を残す公園として重要視され、日本の歴史公園100選にも選定された。

## 公園の保全
隣接する元町小学校は、1998年（平成10年）に本郷小学校との統合化により廃校となった。
文京区は公園を移転させ、跡地に区立体育館を建設する計画を作り、2006年（平成18年）に区の都市計画審議会に付議した。これに対する委員の反対や市民の反対運動を受けて、文京区では方針を変更した。
2015年、文京区は元町公園の保全及び旧元町小学校の有効活用検討会議を設置し、歴史性、防災性、街並みや景観及び公共性等に配慮し、保全と有効活用を図るとして「旧元町小学校の保全・有効活用整備方針」がまとめられた（2018年8月）。この方針に基づき、旧元町小学校の整備や元町公園との一体的な活用について事業者を公募し、その結果、学校法人順天堂が選定された（2019年10月）。

## 要目
- 面積 - 3,519m2
- 開園時間 - 午前11時-午後5時
- 利用料金 - 無料
- 所在地 - 文京区本郷1-1

## 主な施設
- 自由広場
- 西側小広場
- 東側小広場
- 児童遊戯場
- トイレ

## 隣接施設
- 旧元町小学校
- 昭和第一高等学校

## 交通
- JR総武線、都営地下鉄三田線水道橋駅徒歩5分
- JR総武線、地下鉄丸ノ内線御茶ノ水駅徒歩7分
- 地下鉄丸ノ内線、都営地下鉄大江戸線本郷三丁目駅徒歩7分